# Cain's Offering
Cain's Offering è un supergruppo power metal finlandese, formato nel 2008.

## Storia
La prima idea di band è concepita nel 2005 da Jani Liimatainen (ex Sonata Arctica, all'epoca ancora con la band) sotto il nome di Mindrealms. Le prime demo coinvolgono sia Liimatainen che il batterista Jani "Hutsi" Hurula. Tra il 2006 ed il 2007 si aggiungono alla band anche il bassista dei Norther e dei Wintersun Jukka Koskinen e l'ex tastierista dei Sonata Arctica Mikko Harkin. Solo dopo il 2007 la formazione sarà completata da Timo Kotipelto (già in forze negli Stratovarius e nei Kotipelto).
Il loro album di debutto Gather The Faithful è uscito in luglio 2009 attraverso l'etichetta giapponese Avalon Records. Tutti i testi e musica sono stati scritti da Jani Liimatainen.
Nel 25 giugno la band annuncia che hanno firmato un contratto con la Frontiers Records e che il loro album di debutto uscirà il 28 agosto in Europa e l'11 settembre negli USA. Molti fan chiedono di un tour, e questo è quello che ha detto Jani in una intervista con The Power of Metal:
L'album vedrà la luce il 22 luglio 2009 in Giappone, il 28 agosto in Europa e l'11 settembre negli Stati Uniti.
Nel giugno 2014 viene aperta la pagina ufficiale della band su Facebook dove Jani Liimatainen dichiarerà di avere del materiale pronto da portare in un eventuale nuovo lavorodella band. Ai quattro brani già in cantiere del chitarrista se ne aggiungeranno presto altri quattro, tutti scritti in collaborazione con il frontman Timo Kotipelto. La band subisce due cambi di formazione con l'ingresso di Jonas Kuhlberg al basso e Jens Johansson (già negli Stratovarius con Kotipelto) alle tastiere e pianoforte.
Il 5 marzo 2015 si viene a conoscenza dalla pagina ufficiale di Facebook della band il titolo del secondo album e la tracklist. Il primo singolo, title track dell'album, viene pubblicato il 22 aprile. Il 15 Maggio 2015 esce Stormcrow in Europa sotto l'etichetta Frontiers Records.
Il primo mini-tour della band vedrà la luce solo nel 2016 con cinque date totali, due in Giappone e tre in Finlandia.

## Formazione

### Formazione attuale
- Timo Kotipelto - voce (2009-presente)
- Jani Liimatainen - chitarra (2009-presente)
- Jonas Kuhlberg - basso (2014-presente)
- Jani Hurula - batteria (2009-presente)
- Jens Johansson - tastiera (2014-presente)

### Ex componenti
- Jukka Koskinen - basso (2009-2014)
- Mikko Härkin - tastiera (2009-2014)

## Discografia
- 2009 - Gather the Faithful
- 2015 - Stormcrow